# Hermann Meyer-Ricks
Hermann Meyer-Ricks (12 de julio de 1904 – Túnez, 24 de febrero de 1943) fue un escritor y militar alemán que destacó durante la Segunda Guerra Mundial.

## Biografía
Conocemos pocos datos sobre este personaje, pues solo sabemos que debió de tratarse de un especialista en aquellos soldados de otras nacionalidades que formaron parte de la Wehrmacht, especialmente de italianos y musulmanes.
Se conoce de un informe redactado por él, allá por 1941, cuando tenía el grado de Mayor, donde comenta la necesidad de reforzar las tropas del Eje en el Norte de África, afirmando que con la ayuda italiana sería poco probable superar a los Aliados y poder llegar al Cáucaso a través de Egipto. Destacó la necesidad de utilizar fuerzas indígenas descontentas con la colonización francesa y británica de las naciones musulmanas tanto norteafricanas como del Cercano Oriente.
Es por ello, por lo que el mando alemán se aprovechó del sentimiento nacionalista de algunas naciones musulmanas, así como del desprecio que éstas sentían por los franceses, británicos incluso italianos. Decía los magrebíes que los alemanes eran los únicos europeos que les habían respetado.
Formó parte como oficial del Sonderstab F (traducido como: Personal Especial F), nombre en clave para una misión en Irak, entre el 20 de mayo y el 20 de junio de 1941, para sublevar a los iraquíes frente a los británicos. La misión no tuvo éxito. A partir de aquí, se crean dos unidades mixtas árabe-alemanas: Sonderverband 287 y Sonderverband 288, de las cuales surgirán posteriormente la Legión Árabe-Alemana DAL (Deutsche Arabische Leerabteilung) y el KODAT (Kommando Deutsch-Arabischer Truppen).
En diciembre de 1942, un mes después de que los estadounidenses desembarcaran en el Norte de África (Operación Torch), y tras la Segunda Batalla de El Alamein, Meyer-Ricks (ya como Teniente Coronel) recibe el encargo de crear el KODAT. Se trata de una unidad formada por tres batallones con soldados voluntarios básicamente procedentes del Magreb (en un principio solo marroquíes, tunecinos y argelinos). Estos soldados se les identificaba por llevar uniforme francés modelo continental 1935 (incautado) de color caqui-verdoso y casco alemán, con un brazalete en blanco y negro donde se decía: Im Dienst der Deutschen Wehrmacht (traducido como: “al servicio de la Wehrmacht”). Algunos de ellos provenía de la Legión Árabe-Alemana DAL creada un año antes por el Capitán Hans Schober (20/10/1911 - 23/02/1943) y trasladada desde el Frente del Este, y de la Falange Africana (cuerpo mixto entre indígenas y colonos franceses leales al Gobierno de Vichy, de los que Alemania no se fiaba).
A mediados de febrero de 1943 el KODAT contaba con dos batallones de voluntarios tunecinos, un batallón argelino y un batallón marroquí, que contabilizan un total de 3000 hombres. Estaba encuadrados en el 5.º Ejército Panzer del Afrika Korps.
El 23 de febrero de 1943, el Teniente Coronel Hermann Meyer-Ricks y su colaborador, el ya comandante Hans Schober (creador del DAL) mueren consecuencia de un ataque aéreo aliado en suelo tunecino.
El Dr. Theodore von Hippel le sustituirá, ampliando la cifra de voluntarios musulmanes del KODAT hasta conseguir incluso una compañía de paracaidistas. El KODAT desaparece unos meses después, al finalizar la Campaña de Túnez.
Como muchos otros compatriotas suyos, así como de múltiples miembros magrebíes del KODAT, el Teniente Coronel Hermann Meyer-Ricks está enterrado en el cementerio de Borj Cedria (Hof NAS Ossario 1 Tafel 17). Junto a él, reposan los restos del Comandante Hans Schober (Hof NAS Ossario 1 Tafel 20).

## Obras escritas por H. Meyer-Ricks
- Die Wehrmacht des Bundesgenossen, con 2 ediciones publicadas en 1939. Editado por “Die Wehrmacht”.

- Die Hilfsdolmetscher- und militärische Dolmetscherprüfung Deutsch-italienisch, italienisch-deutsch, con una edición publicada en 1939, y otra en 1942. Editado por “Mittler”.

- Die Wehrmacht Italiens, con 4 ediciones publicadas en 1940. Editado por “Die Wehrmacht”.